# Biloxi Blues (film)
Biloxi Blues is een Amerikaanse film uit 1988 van regisseur Mike Nichols met in de hoofdrollen Matthew Broderick en Christopher Walken. 
De film volgt de belevenissen van soldaat Eugene Morris Jerome die tegen het einde van de Tweede Wereldoorlog wordt opgeroepen om zijn diensttijd te vervullen. De film is gebaseerd op het gelijknamige toneelstuk van Neil Simon.

## Verhaal
Eugene Jerome is net twintig als hij wordt opgeroepen voor het leger. Eugene is nooit buiten Brooklyn en New York geweest en reist opgewonden naar het plaatsje Biloxi in de staat Mississippi voor zijn basisopleiding. Hij ziet zichzelf als aankomend schrijver en al in de trein naar Biloxi maakt hij ijverig aantekeningen. Via Eugene maken we kennis met de andere inwoners van Biloxi. Dat zijn met name zijn maten Epstein, Wykowski, Hennessey, Selridge en Carney. Samen ondergaan ze de kadaverdiscipline die wordt opgelegd door sergeant Toorney. Maar niet alle ellende komt van de sergeant. Zo is met name Wykowski vijandig tegen Eugene. De laatste wordt gezien als een intellectueel omdat hij een dagboek bijhoudt en Wykowski haat intellectuelen. Op een avond steelt Wykowski het dagboek en leest het voor aan de verzamelde soldaten. Een van de aantekeningen die hij voorleest is dat Eugene Epstein er van verdenkt homoseksueel te zijn. Epstein is niet boos op Eugene maar vraagt zich wel af waarom deze hem als homoseksueel opvoert. Eugene moet het antwoord schuldig blijven. Uiteindelijk blijkt homoseksualiteit wel een rol te spelen binnen de groep. Hennessey wordt door de Militaire Politie gearresteerd op verdenking van homoseksuele handelingen. Tussen al deze gebeurtenissen wordt de opleiding voortgezet en is er ook tijd voor verlof. In het stadje maakt Eugene kennis met Daisy, een keurig meisje met witte handschoenen. Hij ontmoet haar op een USO-bal waar iedereen streng in de gaten wordt gehouden. Minder keurig is de ontmoeting met Rowena, een plaatselijke prostituee die Eugene en zijn maten een ander soort liefde leert kennen. Terwijl de training bijna is afgerond, bereikt ook de oorlog een climax. Iedereen is bang dat het peloton alsnog wordt ingezet op Okinawa of Japan, maar de atoombommen die vallen op Nagasaki en Hiroshima maken een einde aan de oorlog. Eugene is weer vrij man.

## Rolverdeling
| Acteur              | Personage            |
| ------------------- | -------------------- |
| Matthew Broderick   | Eugene Morris Jerome |
| Christopher Walken  | Sergeant Toorney     |
| Park Overall        | Rowena               |
| Penelope Ann Miller | Daisy                |
| Matt Mulhern        | Joseph Wykowski      |
| Corey Parker        | Arnold B. Epstein    |
| Michael Dolan       | James J. Hennessey   |

## Achtergrond
De film is gebaseerd op het gelijknamige toneelstuk van Neil Simon. Simon, een bekende schrijver van komedies voor toneel, schreef drie autobiografische toneelstukken: Brighton Beach Memories, Biloxi Blues en Broadway Bound. Biloxi Blues is het tweede deel van wat ook wel de Eugene-trilogie wordt genoemd. Het alter ego van Neil Simon, Eugene Jerome, zien we in de drie toneelstukken opgroeien van tiener tot volwassene. In Biloxi Blues is Eugene inmiddels in naam volwassen, maar wankelt nog tussen tiener en volwassene in. Hij verliest zijn maagdelijkheid bij een prostituee en wordt als een tiener verliefd op Daisy. Matthew Broderick, die de rol speelt van Eugene, speelde deze rol ook toen het gelijknamige toneelstuk in première ging op Broadway, maart 1985.

## Productie
De film werd opgenomen in Fort Chaffee, Fort Smith en Van Buuren, Arkansas.